# Colli Bolognesi Pignoletto spumante Terre di Montebudello
 (septembre 2024).
Si vous disposez d'ouvrages ou d'articles de référence ou si vous connaissez des sites web de qualité traitant du thème abordé ici, merci de compléter l'article en donnant les références utiles à sa vérifiabilité et en les liant à la section « Notes et références ».
Le Colli Bolognesi Pignoletto spumante Terre di Montebudello est un vin effervescent blanc italien de la région Émilie-Romagne doté d'une appellation DOC depuis le 29 mai 1975. Seuls ont droit à la DOC les vins récoltés à l'intérieur de l'aire de production définie par le décret.

## Aire de l'appellation
La sous-zone « Terre di Montebudello » est définie par des parcelles dans les communes de Monteveglio et Bazzano, dans la province de Bologne et Savignano sul Panaro, dans la province de Modène.

## Caractéristiques organoleptiques
- couleur : jaune paille claire avec des reflets verdâtres, mousse persistante
- odeur :  délicat, caractéristique, légèrement aromatique
- saveur :  aimable ou doux,  harmonique

Le Colli Bolognesi Pignoletto spumante Terre di Montebudello se déguste à une température de 5 à 7 °C. Le vin est à boire jeune.

## Production
Province, saison, volume en hectolitres :
- pas de données disponibles